# Краљице вриска (2. сезона)
Fox је 15. јануара 2016. године наручио другу сезону хумористичке-хорор телевизијске серије Краљице вриска. Ема Робертс, Абигејл Бреслин, Били Лурд, Леа Мишел, Кики Палмер, Ниси Неш, Глен Пауел, Оливер Хадсон и Џејми Ли Кертис резпризирају улоге, док су Џон Стејмос, Тејлор Лотнер, Џејмс Ерл и Керсти Али додати као главне улоге. Друга сезона се одвија у болници и броји 10 епизода.
Друга сезона серије Краљице вриска се приказивала на Fox. Премијера је била 20. септембра 2016. године и завршила се 20. децембра 2016. године. Fox је 15. маја 2017. године отказао серију, чинећи другу сезону последњом.

## Епизоде
| Бр. еп. (укупно) | Бр. еп. (у сезони) | Наслов               | Редитељ         | Сценариста                              | Премијера           | Прод. код | Гледаност у САД (милиони) |
| ---------------- | ------------------ | -------------------- | --------------- | --------------------------------------- | ------------------- | --------- | ------------------------- |
| 14               | 1                  | Врисни поново        | Бред Фелчак     | Рајан Мерфи & Бред Фелчак & Ијан Бренан | 20. септембар 2016. | 2AYD01    | 2,17                      |
| 15               | 2                  | Брадавице и све то   | Бредли Бјукер   | Бред Фелчак                             | 27. септембар 2016. | 2AYD02    | 1,70                      |
| 16               | 3                  | Хандидати            | Барбара Браун   | Ијан Бренан                             | 11. октобар 2016.   | 2AYD03    | 1,59                      |
| 17               | 4                  | Блуз за Ноћ вештица  | Лони Перистер   | Бред Фелчак                             | 18. октобар 2016.   | 2AYD04    | 1,43                      |
| 18               | 5                  | Убиство по Шанел     | Барбара Браун   | Ијан Бренан                             | 15. новембар 2016.  | 2AYD05    | 1,42                      |
| 19               | 6                  | Потреба за крвљу     | Мери Вигмор     | Бред Фелчак                             | 22. новембар 2016.  | 2AYD06    | 1,15                      |
| 20               | 7                  | Рука                 | Барбара Браун   | Ијан Бренан                             | 29. новембар 2016.  | 2AYD07    | 1,33                      |
| 21               | 8                  | Златокоса, Златокоса | Џејми Ли Кертис | Бред Фелчак                             | 6. децембар 2016.   | 2AYD08    | 1,18                      |
| 22               | 9                  | Волим Ди             | Меги Кајли      | Ијан Бренан                             | 13. децембар 2016.  | 2AYD09    | 1,13                      |
| 23               | 10                 | Исуши мочвару        | Ијан Бренан     | Бред Фелчак & Ијан Бренан               | 20. децембар 2016.  | 2AYD10    | 1,37                      |